# Odessa (Minnesota)
Odessa és una població dels Estats Units a l'estat de Minnesota. Segons el cens del 2000 tenia 113 habitants.

## Demografia
Segons el cens del 2000, Odessa tenia 113 habitants, 55 habitatges, i 34 famílies. La densitat de població era de 57,4 habitants per km².
Dels 55 habitatges en un 14,5% hi vivien nens de menys de 18 anys, en un 54,5% hi vivien parelles casades, en un 5,5% dones solteres, i en un 36,4% no eren unitats familiars. En el 32,7% dels habitatges hi vivien persones soles el 16,4% de les quals corresponia a persones de 65 anys o més que vivien soles. El nombre mitjà de persones vivint en cada habitatge era de 2,05 i el nombre mitjà de persones que vivien en cada família era de 2,57.
Per edats la població es repartia de la següent manera: un 12,4% tenia menys de 18 anys, un 6,2% entre 18 i 24, un 22,1% entre 25 i 44, un 32,7% de 45 a 60 i un 26,5% 65 anys o més.
L'edat mediana era de 50 anys. Per cada 100 dones de 18 o més anys hi havia 98 homes.
La renda mediana per habitatge era de 23.125 $ i la renda mediana per família de 28.750 $. Els homes tenien una renda mediana de 21.250 $ mentre que les dones 25.625 $. La renda per capita de la població era de 13.905 $. Entorn de l'11,4% de les famílies i l'11% de la població estaven per davall del llindar de pobresa.

## Poblacions més properes
El següent diagrama mostra les poblacions més properes.